# 勒讷堡附近埃普勒维尔
勒讷堡附近埃普勒维尔（法語：Épreville-près-le-Neubourg，法語發音：[epʁəvil pʁɛ lə nøbuʁ]）是法国厄尔省的一个市镇，位于该省中部偏西北，属于埃夫勒区。

## 地理
勒讷堡附近埃普勒维尔（49°8'9"N, 0°52'49"E）面积7.73 平方千米，位于法国诺曼底大区厄尔省，该省份为法国北部内陆省份，北起滨海塞纳省，西接奧恩省和卡爾瓦多斯省，南至厄尔-卢瓦省，东临瓦兹省、瓦兹河谷省和伊夫林省。
与勒讷堡附近埃普勒维尔接壤的市镇（或旧市镇、城区）包括：孔邦、埃卡当维尔-拉康帕涅、勒讷堡、勒特朗布莱-奥蒙维尔、维莱叙勒讷堡。

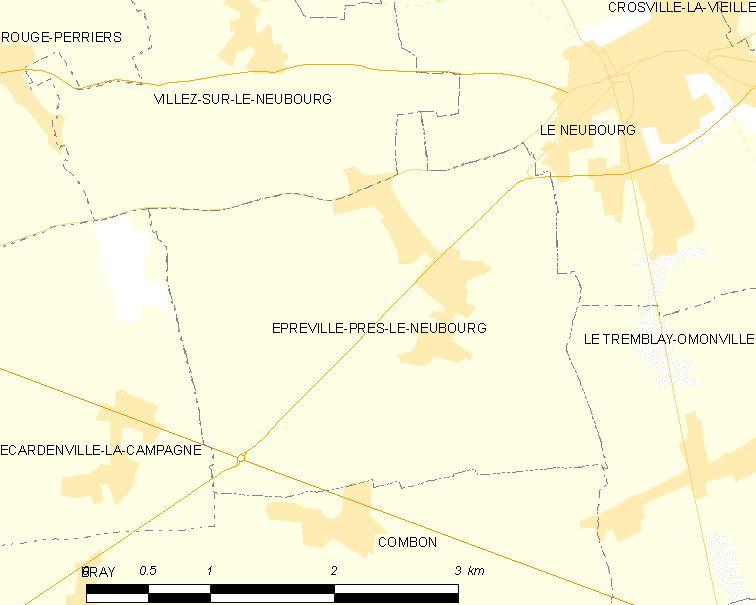
勒讷堡附近埃普勒维尔的OSM定位图

勒讷堡附近埃普勒维尔的时区为UTC+01:00、UTC+02:00（夏令时）。

## 行政
勒讷堡附近埃普勒维尔的邮政编码为27110，INSEE市镇编码为27224。

## 政治
勒讷堡附近埃普勒维尔所属的省级选区为勒讷堡县。

## 人口

1962-2008年间勒讷堡附近埃普勒维尔人口变化图示

勒讷堡附近埃普勒维尔于2022年1月1日时的人口数量为444人。